# 南富蘭克林 (緬因州)
南富蘭克林（英語：South Franklin）是位於美國緬因州富蘭克林縣的一個未組織地區。

## 地方資料
南富蘭克林的面積為32.20平方千米，當中陸地面積為32.10平方千米，而水域面積為0.10平方千米。根據2010年美國人口普查的數據，當地共有人口60人，而人口密度為每平方千米1.86人。